# Избранное (Фёдор Самохин)
«Избранное» — сборник повестей советского писателя Фёдора Самохина, выпущенный в 1978 году. В книгу вошли лучшие повести, уже издававшиеся в республике и в Москве, — «Чолпонбай», «Три острова» и «Родина, я вернусь!». Издание приурочено к 60-летию автора. Тираж составил 15 тыс.
Можно сказать, что книга избранных повестей ни в коей мере не является итогом шестидесятилетнего жизненного пути Федора Самохина, пути большого, интересного. Она, скорее, одна из этапов его творчества, очередная вершина писателя, с которой яснее видны новые, более широкие горизонты. Поэтому нам понятен его боевой настрой. «Мы ещё повоюем!» — говорит он и показывает на стопку листов. При этом его глаза озорно смеются, оживляя загорелое лицо.Александр Иванов, редактор сборника